# BD+20°307
BD+20°307是位於白羊座，距離太陽系大約300光年，很靠近的一對聯星系統。該系統被一個塵土飛揚的環包圍著，環可能是由0.48M☉白矮星在寬約980AU的軌道上環繞。
圍繞幾百顆主序星恆星運行的塵埃都是冷的，它們來自類似古柏帶的區域。在太陽系中，小行星之間正在進行的碰撞產生了一團被稱為黃道光的稀薄塵埃雲。在太陽系年輕的時候，這種碰撞更為常見，塵埃產生的速度可能高出許多倍。比太陽年輕得多的恆星周圍的黃道帶塵埃很少被發現。只有少數主序星暴露出溫暖（>120K）的黃道帶塵埃。.
據報導，在太陽型恆星BD+20°307（HIP 8920，SAO 75016）周圍有大量溫暖的小矽酸鹽塵埃顆粒。塵埃的組成、數量和溫度可以用小行星或其它軌道被附近行星擾動的星子之間，最近頻繁或巨大的碰撞來解釋。

## 光譜聯星
近雙星的兩顆恆星都被認為是太陽型恆星，其質量略高於太陽。這兩顆恆星的有效溫度僅相差約250 K，質量比為0.91。這兩顆恆星每3.42天繞一個共同的質心運行一次。在這兩顆恆星的光譜中，鋰線顯示出不同的等效寬度。鋰的6707Å線雖然很弱，且僅從主星中檢測到，這表明它的年齡超過1 Gyr。如果是這樣的話，聯星周圍的大量黃道帶塵埃一定是來自最近一次非常大的星子碰撞。

## 年齡
最近的量測表明，該聯星系統的年齡與太陽系相當，為幾十億年。

## 塵埃雲
圍繞BD+20°307運行的塵埃雲的塵埃量大約是圍繞太陽運行的100萬倍。此外，塵埃是由極微小的顆粒組成的，其溫度超過100K，這是異常高的。據推測，在過去的幾十萬年裏，也許是最近，這些粒子是由兩顆類似地球的物體之間的碰撞形成的。加州大學洛杉磯分校的物理學和天文學教授班傑明·祖克曼說：「這就像地球和金星相撞了。」。「天文學家以前從未見過這樣的景象。顯然，重大的災難性碰撞可能發生在一個完全成熟的行星系統中。」這一假設解釋了為什麼大部分塵埃還沒有螺旋進入到BD+20°307，或者還沒有被恆星風推出去。美國國家科學基金會（NSF）、美國國家航空暨太空總署、田納西州立大學（TSU）和田納西州資助了祖克曼及其合作者的工作。

## 有熱塵埃的類太陽恆星
截至2006年，共有7顆類太陽恆星的熱塵埃<10AU。這些是
| 恆星      | 恆星 類型 | 與地球的 距離（光年） | 星座     | 塵埃（或碎屑） 溫度（K） | 系統                | 塵埃（或碎屑） 位置（AU）   | 冷塵埃 > 10 AU | 恆星年齡（Myr） |
| --------- | --------- | --------------------- | -------- | ------------------------ | ------------------- | --------------------------- | -------------- | --------------- |
| 烏鴉座η   | F2V       | 59                    | 烏鴉座   | > 80                     | Unary               | < 3.5                       | yes            | 1500            |
| HD 113766 | F3V       | 424                   | 半人馬座 | ~440                     | 聯星                | 1.8                         | 是             | ~10-16          |
| BD+20°307 | G0V       | ~300                  | 白羊座   | > 100                    | 聯星                | 1                           | no             | > 1000          |
| HD 72905  | G1.5Vb    | 46.5                  | 大熊座   | 未知                     | Unary               | 0.23                        | 是             | 400             |
| HD 12039  | G3-5V     | 138                   | 鯨魚座   | 110                      | 近恆星伴星          | 4-6                         | no             | 7.5-8           |
| HD 69830  | K0V       | 40.6                  | 船尾座   | unknown                  | 3 海王星行星 < 1 AU | 1                           | no             | 2000 - 5000     |
| HD 98800B | K5Ve      | ~150                  | 巨爵座   | unknown                  | 聯星                | 2.2 AU inner disk ~5.9 外盤 | 否             | 10              |

## 外部連結
- Rayl, A.J.S. (2005). Extrasolar Planets: Could Dusty Star Be Harboring a Young Earth in the Making? 的存檔，存档日期2006-02-24. Retrieved July 21, 2005.
- BD+20°307
- UCLA Newsroom >  Research > News Releases > Worlds in collision Retrieved September 27, 2008.